# Borja López
Borja López Menéndez (Gijón, 2 febbraio 1994) è un calciatore spagnolo, difensore del Bellinzona.

## Carriera

### Club
Il 6 luglio 2017 viene acquistato a titolo definitivo dalla squadra croata dell'Hajduk Spalato.

### Nazionale
Ha giocato nelle nazionali giovanili spagnole Under-18, Under-19 ed Under-20.

## Palmarès

### Club

#### Competizioni nazionali
- Primera Federación: 1

Ceuta: 2024-2025 (gruppo 2)